# Johannes Müller (Musiker)
Johannes Müller (* 1981 in Saarlouis) ist ein deutscher Jazzmusiker (Tenorsaxophon, auch Altsaxophon und Flöte, Komposition).

## Leben und Wirken
Müller, der sich bereits als Kind in den Klang des Saxophons verliebt hatte, erhielt zunächst klassischen Instrumentalunterricht. Er entdeckte den Jazz und gehörte zunächst zu Jazz Train, der Landes-Schüler-Bigband des Saarlandes, (Aufnahmen 1999) dann von 2002 bis 2005 zum Bundesjazzorchester unter der Leitung von Peter Herbolzheimer. Er studierte an der Hochschule für Musik und Darstellende Kunst Mannheim bei Jürgen Seefelder und Johannes Enders, wo er 2006 sein Diplom erhielt und 2007 seinen Master absolvierte.
Als Mitinitiator des Projektes „Euro-Jazz“ wirkte Müller mehrfach an Produktionen der hr-Bigband mit. Auch war er als Theatermusiker aktiv. Er arbeitete mit Musikern wie Till Brönner, Eliane Elias, Dee Dee Bridgewater, Ivan Lins, Curtis Stigers, Lee Ritenour, Dave Grusin, David Liebman, Randy Brecker, Diane Schuur, Bob Mintzer, Claudio Roditi, Michel Camilo, Wolfgang Muthspiel, Ingrid Jensen, Rebekka Bakken, Don Braden, Ack van Rooyen, Lalo Schifrin und Jean-Louis Rassinfosse. 
Mit seinem Quartett Johannes Müllers Jazz Mile veröffentlichte er 2007 sein Debütalbum Subway to Downton New York, dem mit dieser Formation zwei weitere Alben, zuletzt 2015 Gloomy Smokey Light, folgten. Mit Martin Sasse, Markus Schieferdecker und Martijn Vink entstand 2024 sein Album Tenor Soul, das er in der Kettenfabrik St. Arnual in Saarbrücken präsentierte (Radiomitschnitt). Hauptberuflich gehörte er von 2013 bis 2016 als 1. Altsaxophonist zum Polizeiorchester des Saarlandes, seit 2016 zur Big Band der Bundeswehr, mit der er mehrere Alben vorlegte. Weiterhin wirkte er an Alben von Sascha Ley, Oliver Strauch, Greg Lamy, Christoph Mudrich und Adi Becker mit.
Als Dozent unterrichtete Müller mehrfach bei der Internationalen Jazzwerkstatt Saarwellingen und gab Masterclasses an den Universitäten Kapstadt, Durban und Los Angeles. Seit 2014 hat er Lehraufträge an der Musikhochschule des Saarlandes.

## Preise und Auszeichnungen
2005 gewann Müller den Solistenpreis des Hochschulwettbewerbs der Bundesrepublik Deutschland 2005 im Wettbewerbsfach „BigBand“.